# Гилоцереус
Гилоцереус (лат. Hylocereus) — род эпифитных лазящих кустарниковидных кактусов с очень длинными, легко ветвящимися, обычно 3-гранными стеблями, достигающими 10—12 м длины. Некоторые виды, особенно Гилоцереус волнистый (Hylocereus undatus), — важные сельскохозяйственные культуры, выращиваемые ради получения съедобных плодов, известных под обобщённым названием питайя.
Объём рода — от 15 до 18 видов.

## Биологическое описание
Стебли относительно слабые, уплощённые либо, чаще, с широкими крыльями, от светло-зелёных до тёмно-зелёных, ползучие, диаметром от 2 до 12 см, с большим количеством воздушных корней. Колючки (2—10) короткие (0,1—1 см длиной), в большинстве мягкие, щетинковидные или игловидные, иногда вовсе отсутствуют.
Цветки белые, воронковидные, распускаются ночью, самые крупные в семействе кактусовых (диаметром 10—30 см). У Hylocereus lemairei [syn. Hylocereus polyrhizus] цветки достигают 40 см в диаметре. Длинная цветочная трубка и плоды покрыты чешуйками. Семена относительно крупные, чёрные.

## Ареал
Гилоцереусы распространены в Вест-Индии, Мексике, Центральной Америке, Венесуэле и Бразилии.

## Культивирование в закрытых помещениях
Многие виды гилоцереусов вполне успешно культивируются в закрытых помещениях. Поскольку они весьма неприхотливы, отличаются быстрым ростом и могут нормально развиваться в полутени, их нередко используются для озеленения помещений с недостаточной освещённостью.
В коллекциях кактусов гилоцереусы нашли применение как подвои для некоторых слаборастущих (в том числе некоторых эпифитных) видов.
Агротехника
Рекомендуется выращивать растения в полутени, регулярно увлажняя; землесмесь использовать легкую и плодородную, достаточно кислую (кислотностью около 5,5 pH), состоящую из листового перегноя с большим количеством песка (до 30 %). Зимой рекомендуется полив ограничивать и содержать растения при температуре от 14 до 17 °C. Размножение — стеблевыми черенками (они укореняются достаточно быстро) либо семенами.

## Виды
По информации базы данных The Plant List, род включает 15 видов:
- Hylocereus calcaratus (F.A.C.Weber) Britton & Rose
- Hylocereus costaricensis (F.A.C.Weber) Britton & Rose — Гилоцереус коста-риканский
- Hylocereus escuintlensis Kimnach
- Hylocereus lemairei (Hook.) Britton & Rose
- Hylocereus megalanthus (K.Schum. ex Vaupel) Ralf Bauer — Гилоцереус крупноцветковый
- Hylocereus microcladus Backeb.
- Hylocereus minutiflorus Britton & Rose
- Hylocereus monacanthus (Lem.) Britton & Rose
- Hylocereus ocamponis (Salm-Dyck) Britton & Rose
- Hylocereus purpusii (Weing.) Britton & Rose
- Hylocereus schomburgkii (C.F.Först.) Backeb.
- Hylocereus setaceus (Salm-Dyck ex DC.) Ralf Bauer
- Hylocereus stenopterus (F.A.C.Weber) Britton & Rose
- Hylocereus trigonus (Haw.) Saff.
- Hylocereus undatus (Haw.) Britton & Rose — Гилоцереус волнистый

Многие домашние кактусы, известные под названием «филлокактус», являются гибридами, полученными в результате скрещивания крупноцветковых гилоцереусов с представителями рода Эпифиллюм (Epiphyllum).